# 1408
A filmért lásd: 1408 (film).
Évszázadok: 14. század – 15. század – 16. század
Évtizedek: 1350-es évek – 1360-as évek – 1370-es évek – 1380-as évek – 1390-es évek – 1400-as évek – 1410-es évek – 1420-as évek – 1430-as évek – 1440-es évek – 1450-es évek
Évek: 1403 – 1404 – 1405 – 1406 –  1407 – 1408 – 1409 – 1410 – 1411 – 1412 – 1413

## Események
- május – Luxemburgi Zsigmond magyar király hadjárata Bosznia ellen. Dobor vára mellett megveri II. Tvrtko István bosnyák seregét, 126 bosnyák nemest kivégeztet, majd fogadja Lazarevics István szerb fejedelem hódolatát.
- az ősz folyamán – Luxemburgi Zsigmond Boszniából hazatérőben a 16. életévébe lépő Cillei Borbála grófnőt, akit 1405-ben már magyar királynévá koronáztak, a szülői házból véglegesen a magyar udvarba hozza.
- december 13. – Luxemburgi Zsigmond megalapítja a Sárkány Lovagrendet.
- A Jung-lö enciklopédia elkészülte.

## Születések
- Karl Knutsson Bonde, később VIII. Károly néven svéd és norvég király.
- Leonardo di Piero Dati olasz humanista, egyházi író († 1472)

## Halálozások
- szeptember 22. – VII. Ióannész bizánci császár (* 1370)
- I. Matheosz alexandriai kopt pátriárka.

## Európai időjárás
A nagy tavak, folyók befagytak, Dánia és Svédország között befagyott a tenger. A gyümölcsfák nagy fagykárokat szenvedtek. A Boden-tó és a Zürichi-tó befagyott.